# Teublitz
Teublitz este un oraș din districtul Schwandorf, regiunea administrativă Palatinatul Superior, landul Bavaria, Germania.